# Ptilinop de Merrill
El ptilinop de Merrill (Ramphiculus merrilli) és una espècie d'ocell de la família dels colúmbids (Columbidae) que habita els boscos de Luzon, les illes Polillo i Catanduanes, a les illes Filipines.